# Atlante Stieler

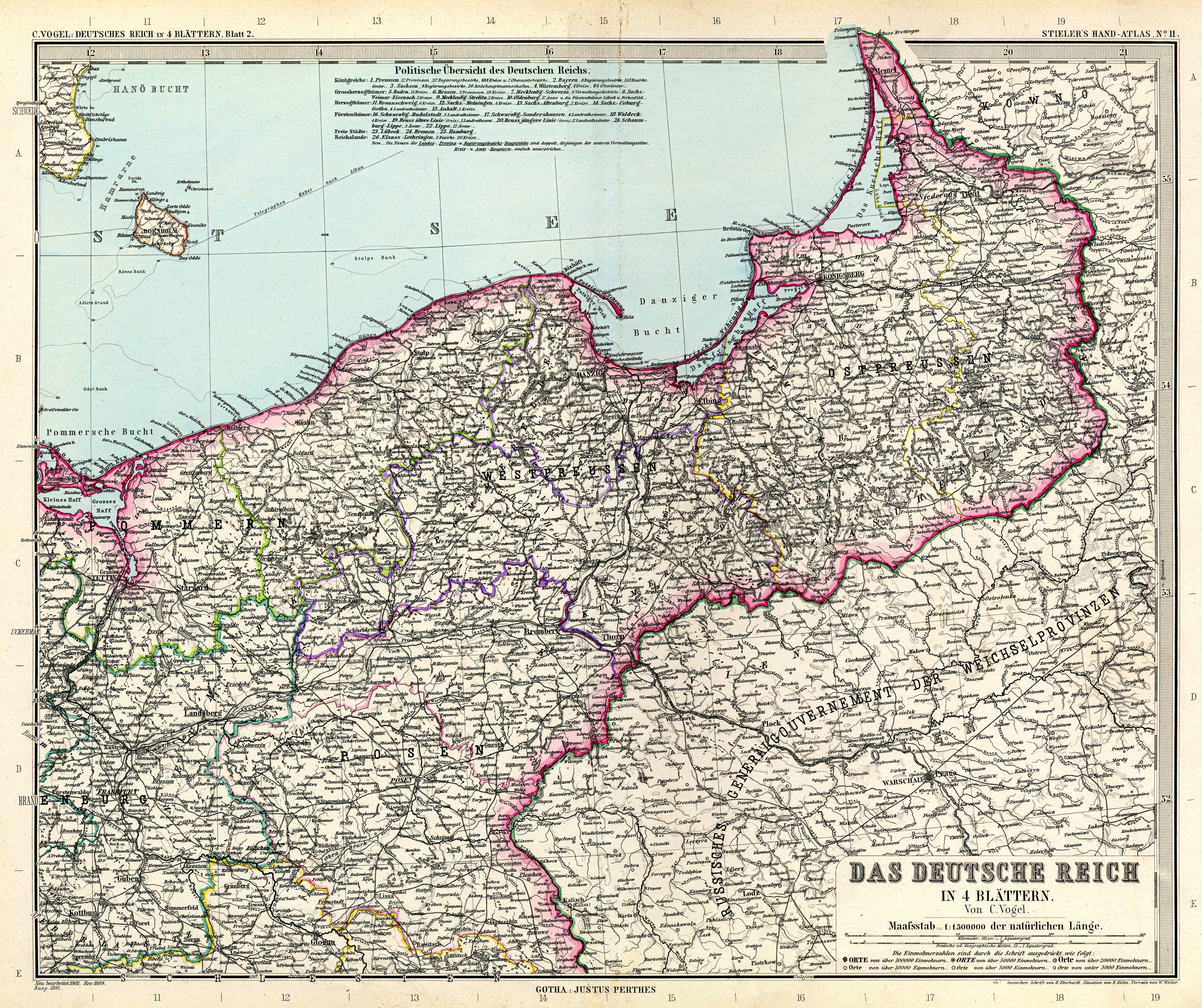
L'Impero Germanico in 4 fogli di C. Vogel, foglio 2 - Atlante Stieler, 8ª edizione (1891)

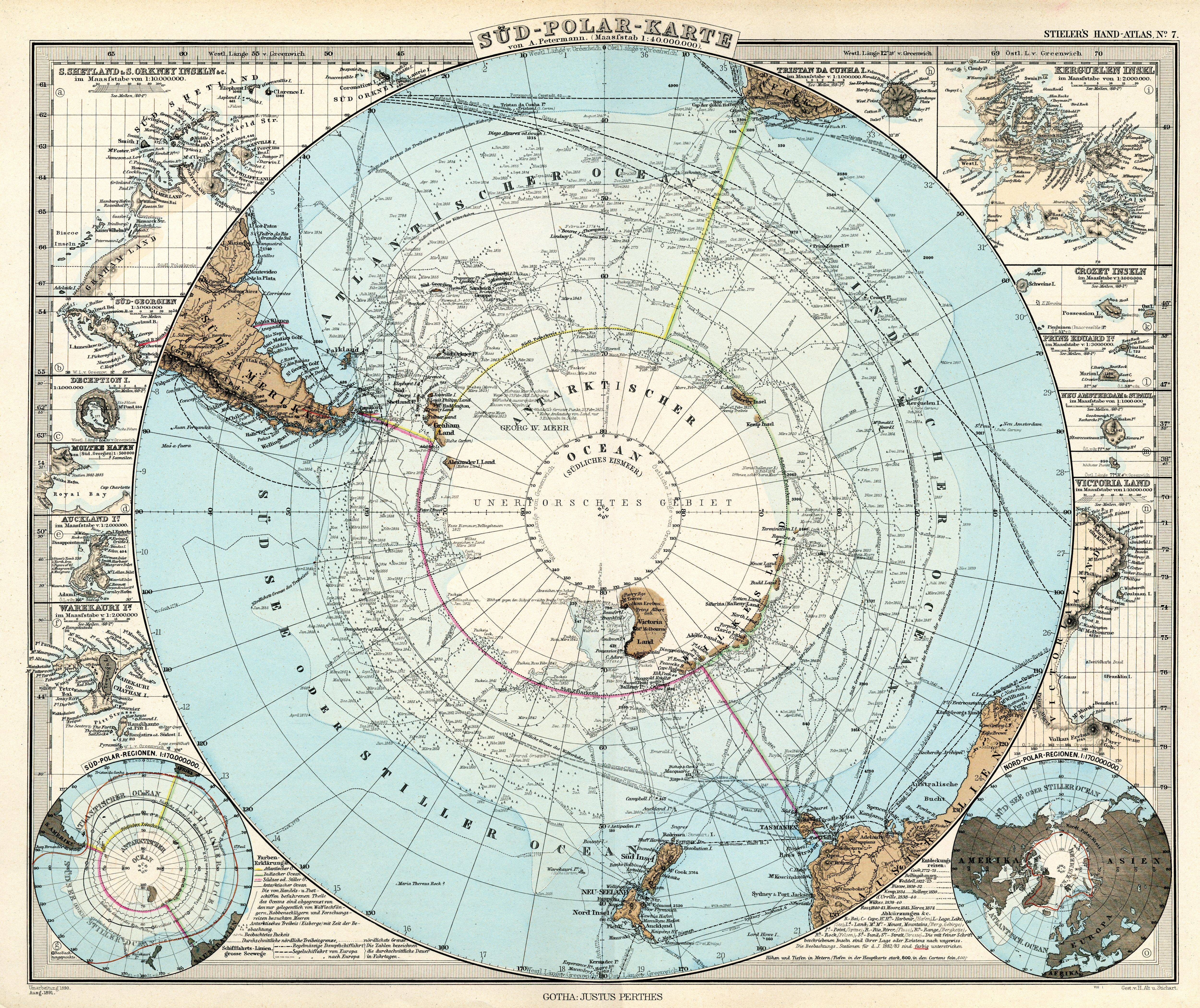
Carta dell'Antartide - Atlante Stieler, 8ª edizione (1891)

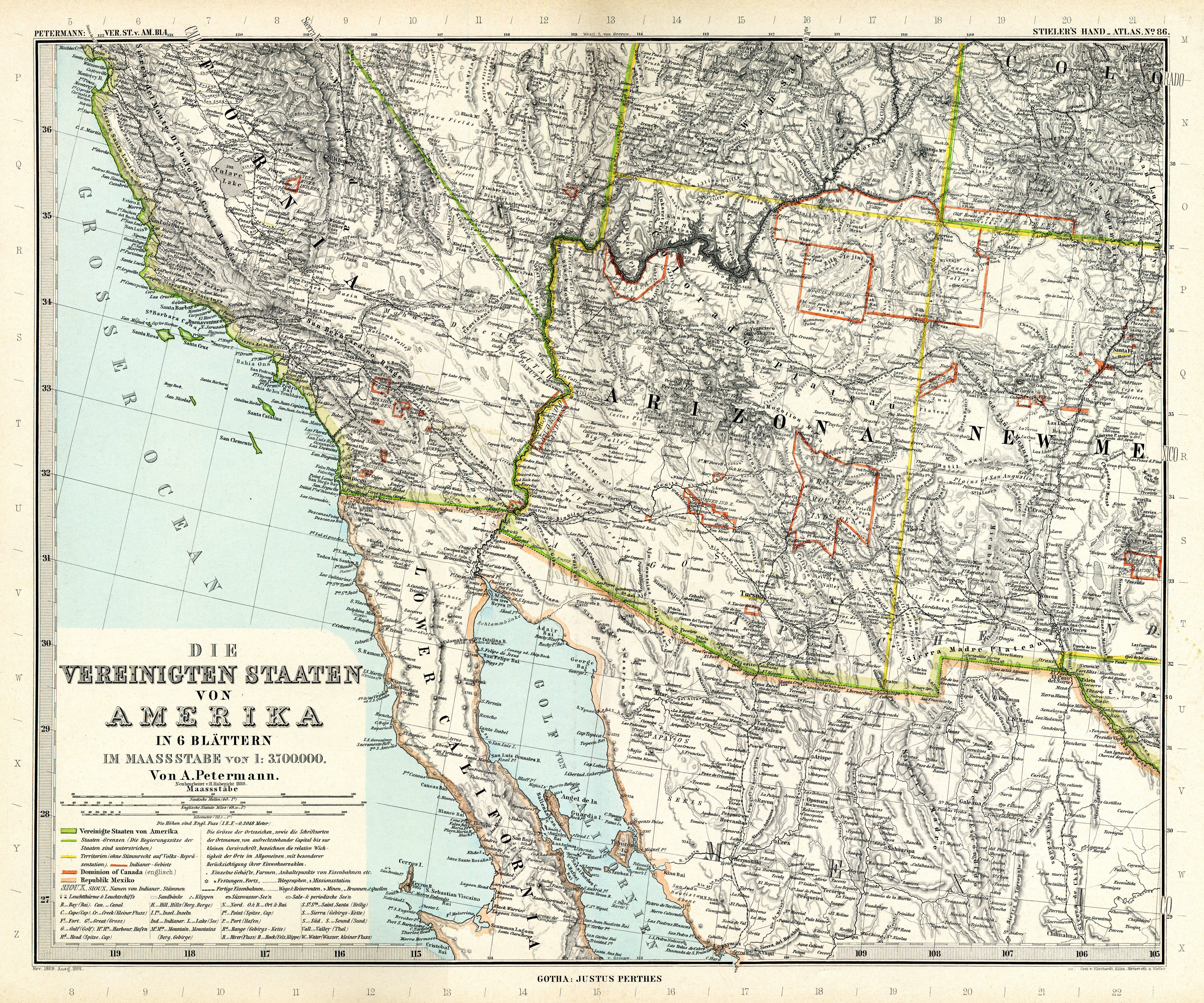
Gli Stati Uniti d'America in 6 fogli di A. Petermann, foglio 4 - Atlante Stieler, 8ª edizione (1891)

L'Atlante Stieler (in tedesco: Stielers Handatlas) è stato uno dei più celebri atlanti geografici universali tra la fine del XIX e la prima metà del XX secolo. Edito dalla casa editrice Justus Perthes di Gotha, fu pubblicato in dieci edizioni dal 1817 al 1944; deve il suo nome al cartografo tedesco Adolf Stieler (1775-1836), che ne curò la prima edizione.
Le successive edizioni sono considerate dei capolavori di grande valore scientifico grazie alla qualità della stampa e alla finezza delle incisioni su rame, che si contraddistinguono per la loro accuratezza ed eleganza.

## Storia
La prima edizione dell'atlante, a cura di Stieler e Christian Gottlieb Reichard (1758-1837), fu intitolata "Hand-Atlas über alle Theile der Erde und über das Weltgebäude" ("Atlante di tutte le parti della Terra e del Mondo") e distribuita - al pari di molte pubblicazioni ottocentesche - in fascicoli mensili tra il 1817 e il 1823 per un totale di 50 tavole. In seguito alla morte di Stieler nel 1836, l'opera fu proseguita e ampliata da Friedrich von Stülpnagel (1786-1865), che curò la seconda (1845-47) e terza (1852-54) edizione, entrambe consistenti di 83 tavole. Una quarta edizione fu pubblicata nel 1862-64 e una quinta nel 1866-68 (ciascuna suddivisa in 84 tavole).
Tuttavia fu soltanto con la sesta edizione (1871-75, 90 tavole), curata da August Petermann (1822-78), Hermann Berghaus (1828-1890) e Carl Vogel (1828-1897), che l'opera raggiunse l'alto livello scientifico e l'insuperato rilievo per il quale l'Atlante Stieler è diventato celebre. L'Atlante Stieler doveva la sua fama all'enorme mole di lavoro che si nascondeva dietro ogni minimo dettaglio: la bozza di una singola tavola richiedeva un anno e mezzo di lavoro, mentre l'incisione su rame ulteriori due, di fronte a una tiratura massima che comunque non avrebbe potuto superare i 2.000 esemplari (limite dovuto alla deformazione del rame sotto pressatura). Dato che i fogli dovevano essere inumiditi prima della stampa non era possibile effettuare una stampa a colori, per cui le tavole venivano colorate a mano mediante l'impiego di centinaia di coloratori.
Una settima edizione fu licenziata tra il 1879 e il 1882, mentre un'ottava (pure questa di 95 tavole in 32 fascicoli e curata da Berghaus, Vogel e Hermann Habenicht (1844-1917) fu data alle stampe nel triennio 1888-91. Nonostante l'industria fosse già passata da tempo alla litografia, alcune tavole dell'Atlante Stieler venivano riprodotte con la tecnica della pressatura e colorate a mano fino agli anni 1890.
Con la nona edizione (1901-05), curata da Habenicht, l'opera raggiunse la soglia delle cento tavole (il doppio rispetto alla prima edizione) e fu per la prima volta integralmente stampata con la tecnica litografica, motivo per il quale è considerata la più pregevole dal punto di vista tipografico. Tale innovazione servì a dimezzare il prezzo dell'atlante, contribuendo alla sua diffusione presso un vasto pubblico.
L'edizione del centenario (1920-25, 108 tavole) fu curata da Hermann Haack (1872-1966) e dotata di un indice analitico di 320.000 voci, che lo rese il più approfondito atlante mondiale dei tempi moderni. La nona e la decima edizione apparvero pure in lingua inglese col nome di Stieler's Atlas of Modern Geography; simili edizioni furono pubblicate anche in francese, italiano e spagnolo. In Italia l'Atlante Stieler, traduzione della nona edizione tedesca dello Stielers Handatlas, fu pubblicato dall'editore milanese Sperling & Kupfer nel 1908. Esteticamente molto pregevole e offerto a prezzi accessibili, fu il primo atlante in lingua italiana ed ebbe un successo ampio e immediato.
Tra il 1934 ed il 1940 fu preparata un'edizione internazionale, che rimase tuttavia incompiuta a causa degli eventi bellici. Delle 114 tavole previste ne vennero ultimate comunque 84, incise su 432 lastre di rame che sono pervenute fino ai nostri giorni.